# Two Brothers
Ne doit pas être confondu avec Brothers: A Tale of Two Sons.

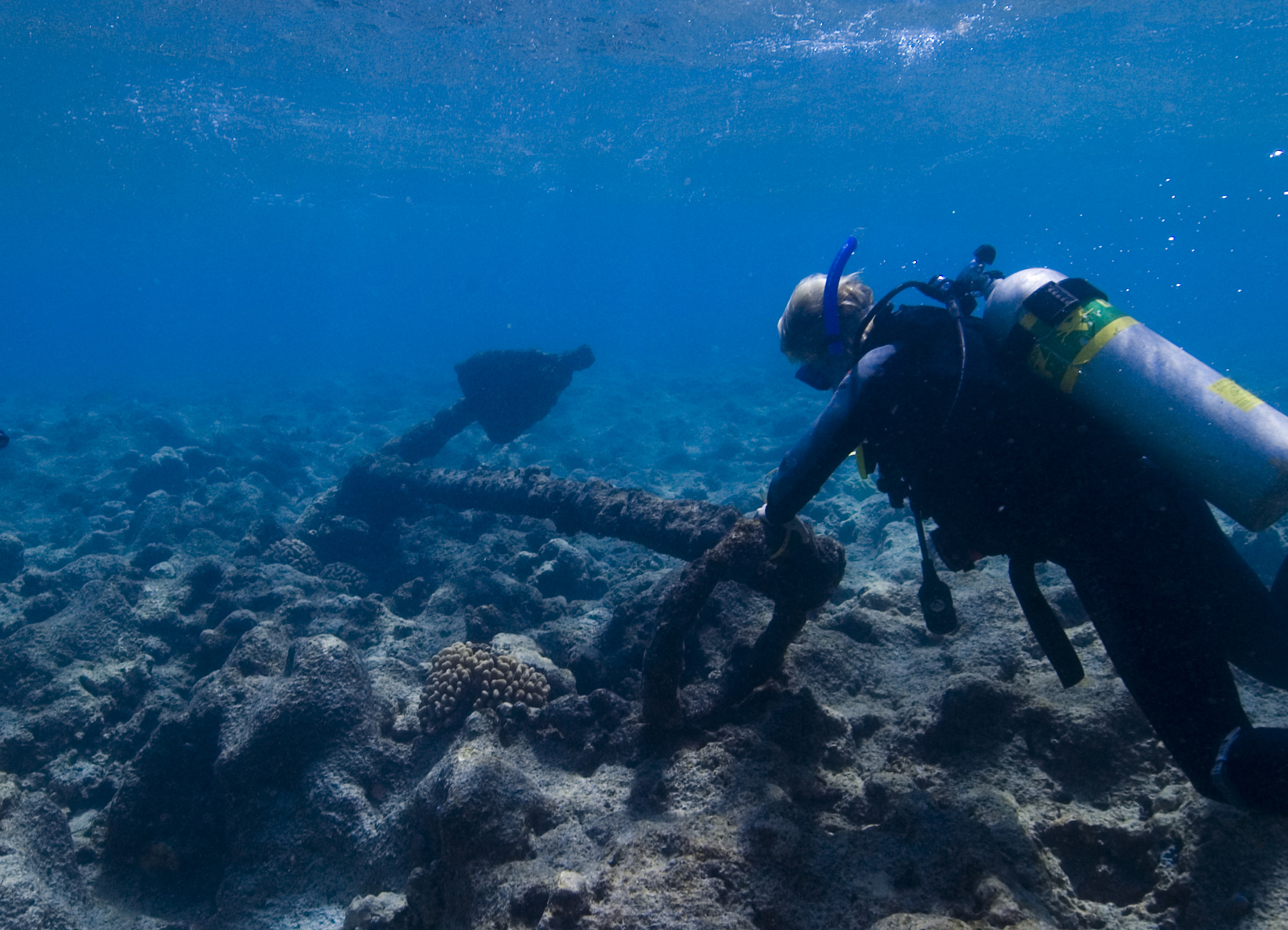
L'ancre du Two Brothers.

Two Brothers est un baleinier de Nantucket qui a coulé dans la nuit du 11 février 1823 au large du banc de sable de la Frégate française.
Le capitaine du navire était George Pollard, ancien capitaine du célèbre baleinier Essex.
L'épave est découverte en 2008 et annoncée en 2011 par une équipe d'archéologues marins travaillant sur une expédition pour la National Oceanic and Atmospheric Administration (NOAA) dans le monument national marin de Papahānaumokuākea.
Le site de l'épave est inscrit au registre national des lieux historiques depuis 2017.